# Panel (Magazin)
Panel ambixious comix ist ein Bremer Comicmagazin. 

## Geschichte
Panel erschien erstmals 1989 als Fanzine für die Bremer Comicszene und etablierte sich als Forum für deutschte und internationale Comickünstler. Bis heute sind 27 Ausgaben des Magazins erschienen. Seit 1993 wird Panel offiziell vom gemeinnützigen Comic-Kunst-Verein Panel e. V. – Verein zur Förderung der 9. Kunst herausgegeben. Der Verein bemüht sich ebenfalls um eine allgemeine Förderung nationaler und internationaler Comickünstler. Zahlreiche deutschsprachige Comiczeichner und -autoren wurden von Panel entdeckt. 1998 wurde als Verlagsteil zur Erstveröffentlichung von Ulf K.s Der Mondgucker und andere Geschichten die Edition Panel gegründet.

## Auszeichnungen (Auswahl)
- 1999 Prix Alph-Art auf dem Festival International de la Bande Dessinée d’Angoulême.
- 2002 Prix BD auf dem Festival International de la Bande Dessinée Sierre.
- Gleich mehrfach wurde Panel (1998, 2002) oder wurden Beiträge im Panel (1994 ...) beim Comic-Salon Erlangen mit einem ICOM Independent Comic Preis bedacht.